# Trelles (Coaña)
Pour les articles homonymes, voir Trelles.
Trelles est une paroisse civile de la commune de Coaña dans les Asturies, en Espagne.

## Démographie
La population de 292 habitants est répartie dans 160 habitations sur une superficie de 11,41 kilomètres carrés.

## Géographie
Trelles est située à 4.8 km du conseil municipal de Coaña.

## Religion
La population entièrement catholique est desservie par le temple paroissal San Juan de Trelles. Une fête dédiée au saint patron est célébrée chaque 24 juin.

## Quartiers
- Bustabernego
- Orbaelle (Orbaeye en Éonavien)
- Pumarín
- Sequeiro
- Trelles
- Villar
- Vivedro